# Estefanía Armengol
Estefanía Armengol (c. 1096-después de 1143), también llamada Estefanía de Urgel, fue hija de Armengol V, conde de Urgel, y de su esposa María Pérez, hija del conde Pedro Ansúrez y de Eylo Alfonso. Estefanía fue la fundadora del monasterio de Santa María de Valbuena.

## Vida
La condesa Estefanía y su hermano, el conde Armengol VI de Urgel, quedaron huérfanos muy temprano. Sus padres se habían casado en 1095. Su hermano Armengol ya había nacido cuando aparece por primera vez junto a sus padres en marzo de 1101 haciendo una donación al monasterio de Santa María de Solsona. Estefanía habrá nacido después, pero antes de marzo de 1102 cuando su padre aparece haciendo una donación al mismo monasterio —donde María Pérez recibió sepultura— por el alma de su esposa.
Probablemente Estefanía, siendo aún una niña, se trasladó a Castilla con su hermano y abuelo, el conde Pedro Ansúrez, cuando este regresó alrededor de 1109 del condado de Urgel donde había estado para hacerse cargo de sus nietos después de la muerte de sus padres. Estefanía era muy cercana a la reina Urraca. El padre de la reina, Alfonso VI, había pasado largas temporadas en las tierras de los Ansúrez y el rey había confiado en el conde Ansúrez —el abuelo materno de Estefanía— la custodia y educación de Urraca hasta que alcanzara la edad para contraer matrimonio.
El 30 de junio de 1119, Estefanía recibió de la reina Urraca la villa de Cevico de la Torre. Ya en esa fecha estaba casada con su primer marido, Fernando García de Hita, viudo de su primera esposa de quien había tenido descendencia. La reina estipuló que la donación era solamente para Estefanía y no para su marido ni los hijos que este había tenido de su primera esposa.

## Matrimonios y descendencia
Su primer matrimonio fue con Fernando García de Hita, viudo de su primera esposa, Trigidia Fernández. El 12 de noviembre de 1119, Fernando entregó carta de arras a Estefanía. En el documento, él explica como había adquirido las propiedades con su primera mujer y que la mitad de estas correspondían a los hijos que había tenido con ella, y así donaba a Estefanía la otra mitad. De este matrimonio nacieron los siguientes hijos:
- Urraca Fernández de Castro, casada con el conde Rodrigo Martínez, sin sucesión. Fue amante del rey Alfonso VII de León con quien tuvo una hija, la infanta Estefanía Alfonso la Desdichada.[10]
- Martín Fernández de Hita casado con Elvira, con sucesión. Igual que su padre, fue también alcalde de Hita y participó en la conquista de Almería.[10]
- Pedro Fernández de Castro «Potestad», primer maestre de la Orden de Santiago. Casado con María Pérez de Lara, hija del conde Pedro González de Lara y la condesa Ava (viuda del conde García Ordóñez).[11]
- Sancha Fernández.[11]

Fernando falleció antes de 1135, el año en que Estefanía volvió a contraer matrimonio, esta vez con el conde Rodrigo González de Lara que también era viudo de su primera esposa, Sancha Alfónsez, hija del rey Alfonso VI de León. Fueron padres de:
- Pedro Rodríguez de Lara,[13] casado con una de las hijas del conde Lope Díaz I de Haro, posiblemente Aldonza o su hermana Elvira López.[14]